# متلازمة ويليامز كامبل

متلازمة ويليامز كامبل (بالإنجليزية: Williams–Campbell syndrome)‏ هي مرض يصيب السبيل التنفسي بسبب ضرر يصيب غضاريف الشعب الهوائية. هذا يؤدي إلى انهيار السبيل التنفسي وتوسع القصبات. متلازمة ويليامز كامبل عبارة عن فضيع في الغضاريف القصبية.

## الأعراض
- سعال مستمر[2]
- أزيز[2]
- خلل في وظائف الرئتين[2]

## التشخيص
يشخص المرض بواسطة التصوير الشعاعي، حيث تظهر الرئة متضخمة. أما تنظير القصبات فيظهر تلين القصبات.

## التاريخ
أول من وصف المرض عام 1960 هما هوارد ويليامز وبيتر كامبل.